# A Városfejlesztési osztály epizódjainak listája
Ez a cikk a Városfejlesztési osztály című sorozat epizódjait listázza.

## Évados áttekintés
| Évad | Évad | Epizódok | Eredeti sugárzás     | Eredeti sugárzás  | Eredeti adó |
| Évad | Évad | Epizódok | Évadpremier          | Évadfinálé        | Eredeti adó |
| ---- | ---- | -------- | -------------------- | ----------------- | ----------- |
|      | 1    | 6        | 2009. április 9.     | 2009. május 14.   | NBC         |
|      | 2    | 24       | 2009. szeptember 17. | 2010. május 20.   | NBC         |
|      | 3    | 16       | 2011. január 20.     | 2011. május 19.   | NBC         |
|      | 4    | 22       | 2011. szeptember 22. | 2012. május 10.   | NBC         |
|      | 5    | 22       | 2012. szeptember 20. | 2013. május 2.    | NBC         |
|      | 6    | 22       | 2013. szeptember 26. | 2014. április 24. | NBC         |
|      | 7    | 13       | 2015. január 13.     | 2015. február 24. | NBC         |

## 1. évad (2009)
| Sor. | Év. | Cím                                         | Rendező              | Író                           | Premier                            | Nézettség   |
| ---- | --- | ------------------------------------------- | -------------------- | ----------------------------- | ---------------------------------- | ----------- |
| 1.   | 1.  | Bevezető rész (Pilot)                       | Greg Daniels         | Greg Daniels és Michael Schur | 2009. április 9. 2011. március 4.  | 6,88 millió |
| 2.   | 2.  | Korteskedés (Canvassing)                    | Seth Gordon          | Rachel Axler                  | 2009. április 16. 2011. március 4. | 6,02 millió |
| 3.   | 3.  | A riporter (The Reporter)                   | Jeffrey Blitz        | Dan Goor                      | 2009. április 23.                  | 5,26 millió |
| 4.   | 4.  | A fiúk klubja (Boys' Club)                  | Michael McCullers    | Alan Yang                     | 2009. április 30.                  | 5,07 millió |
| 5.   | 5.  | A bankett (The Banquet)                     | Beth McCarthy-Miller | Tucker Cawley                 | 2009. május 7.                     | 4,73 millió |
| 6.   | 6.  | Rockkoncert: produceri változat (Rock Show) | Michael Schur        | Norm Hiscock                  | 2009. május 14.                    | 4,29 millió |

## 2. évad (2009-2010)
| Sor. | Év. | Cím                                    | Rendező           | Író            | Premier              | Nézettség   |
| ---- | --- | -------------------------------------- | ----------------- | -------------- | -------------------- | ----------- |
| 7.   | 1.  | Az állatkert (Pawnee Zoo)              | Paul Feig         | Norm Hiscock   | 2009. szeptember 17. | 4,89 millió |
| 8.   | 2.  | Lesben (The Stakeout)                  | Seth Gordon       | Rachel Axler   | 2009. szeptember 24. | 4,09 millió |
| 9.   | 3.  | Szépségverseny (Beauty Pageant)        | Jason Woliner     | Katie Dippold  | 2009. október 1.     | 4,67 millió |
| 10.  | 4.  | Próbarandi (Practice Date)             | Alex Hardcastle   | Harris Wittels | 2009. október 8.     | 4,75 millió |
| 11.  | 5.  | Testvérváros (Sister City)             | Michael Schur     | Alan Yang      | 2009. október 15.    | 4,53 millió |
| 12.  | 6.  | Bumm (Kaboom)                          | Charles McDougall | Aisha Muharrar | 2009. október 22.    | 4,92 millió |
| 13.  | 7.  | Greg Pikitis (Greg Pikitis)            | Dean Holland      | Michael Schur  | 2009. október 29.    | 4,80 millió |
| 14.  | 8.  | Ron és Tammy (Ron and Tammy)           | Troy Miller       | Mike Scully    | 2009. november 5.    | 4,91 millió |
| 15.  | 9.  | A falfestmény (The Camel)              | Millicent Shelton | Rachel Axler   | 2009. november 12.   | 4,58 millió |
| 16.  | 10. | Vadászat (Hunting Trip)                | Greg Daniels      | Dan Goor       | 2009. november 19.   | 4,55 millió |
| 17.  | 11. | Tom válása (Tom's Divorce)             | Troy Miller       | Harris Wittels | 2009. december 3.    | 4,80 millió |
| 18.  | 12. | Karácsonyi botrány (Christmas Scandal) | Randall Einhorn   | Michael Schur  | 2009. december 10.   | 4,90 millió |
| 19.  | 13. | Vakrandi (The Set Up)                  | Troy Miller       | Katie Dippold  | 2010. január 14.     | 4,63 millió |
| 20.  | 14. | Leslie háza (Leslie's House)           | Alex Hardcastle   | Dan Goor       | 2010. január 21.     | 4,36 millió |
| 21.  | 15. | Cukorfalat (Sweetums)                  | Dean Holland      | Alan Yang      | 2010. február 4.     | 4,88 millió |
| 22.  | 16. | Csajos este (Galentine's Day)          | Ken Kwapis        | Michael Schur  | 2010. február 11.    | 4,98 millió |
| 23.  | 17. | Az év nője (Woman of the Year)         | Jason Woliner     | Norm Hiscock   | 2010. március 4.     | 4,61 millió |
| 24.  | 18. | Az oposszum (The Possum)               | Tristram Shapeero | Mike Scully    | 2010. március 11.    | 4,55 millió |
| 25.  | 19. | Parkbiztonság (Park Safety)            | Michael Trim      | Aisha Muharrar | 2010. március 18.    | 4,63 millió |
| 26.  | 20. | Nyári katalógus (Summer Catalog)       | Ken Whittingham   | Katie Dippold  | 2010. március 25.    | 4,47 millió |
| 27.  | 21. | 94 találkozó (94 Meetings)             | Tristram Shapeero | Harris Wittels | 2010. április 29.    | 4,03 millió |
| 28.  | 22. | Maratoni tv-műsor (Telethon)           | Troy Miller       | Amy Poehler    | 2010. május 6.       | 4,03 millió |
| 29.  | 23. | Mesteri terv (The Master Plan)         | Dean Holland      | Michael Schur  | 2010. május 13.      | 4,28 millió |
| 30.  | 24. | Freddy Spaghetti (Freddy Spaghetti)    | Jason Woliner     | Dan Goor       | 2010. május 20.      | 4,57 millió |

## 3. évad (2011)
| Sor. | Év. | Cím                                          | Rendező           | Író                       | Premier           | Nézettség   |
| ---- | --- | -------------------------------------------- | ----------------- | ------------------------- | ----------------- | ----------- |
| 31.  | 1.  | Mindent vagy semmit (Go Big or Go Home)      | Dean Holland      | Alan Yang                 | 2011. január 20.  | 6,14 millió |
| 32.  | 2.  | Influenza (Flu Season)                       | Wendey Stanzler   | Norm Hiscock              | 2011. január 27.  | 5,83 millió |
| 33.  | 3.  | Időkapszula (Time Capsule)                   | Michael Schur     | Michael Schur             | 2011. február 3.  | 4,95 millió |
| 34.  | 4.  | Ron és Tammy 2. rész (Ron & Tammy: Part 2)   | Tucker Gates      | Emily Kapnek              | 2011. február 10. | 5,03 millió |
| 35.  | 5.  | Sajtótámadás (Media Blitz)                   | David Rogers      | Harris Wittels            | 2011. február 17. | 4,33 millió |
| 36.  | 6.  | Indianapolis (Indianapolis)                  | Randall Einhorn   | Katie Dippold             | 2011. február 24. | 4,59 millió |
| 37.  | 7.  | Szüreti Fesztivál (Harvest Festival)         | Dean Holland      | Dan Goor                  | 2011. március 17. | 4,08 millió |
| 38.  | 8.  | Kemping (Camping)                            | Rob Schrab        | Aisha Muharrar            | 2011. március 24. | 5,15 millió |
| 39.  | 9.  | Flancos parti (Andy and April's Fancy Party) | Michael Trim      | Katie Dippold             | 2011. április 14. | 5,16 millió |
| 40.  | 10. | Rokonlelkek (Soulmates)                      | Ken Whittingham   | Alan Yang                 | 2011. április 21. | 4,88 millió |
| 41.  | 11. | Jerry festménye (Jerry's Painting)           | Dean Holland      | Norm Hiscock              | 2011. április 28. | 4,71 millió |
| 42.  | 12. | Eagleton (Eagleton)                          | Nicole Holofcener | Emily Spivey              | 2011. május 5.    | 5,06 millió |
| 43.  | 13. | A balhé (The Fight)                          | Randall Einhorn   | Amy Poehler               | 2011. május 12.   | 4,55 millió |
| 44.  | 14. | Kirándulás (Road Trip)                       | Troy Miller       | Harris Wittels            | 2011. május 12.   | 3,54 millió |
| 45.  | 15. | A buborék (The Bubble)                       | Matt Sohn         | Greg Levine és Brian Rowe | 2011. május 19.   | 4,27 millió |
| 46.  | 16. | Li'l Sebastian (Li'l Sebastian)              | Dean Holland      | Dan Goor                  | 2011. május 19.   | 3,72 millió |

## 4. évad (2011-2012)
| Sor. | Év. | Cím                                                 | Rendező           | Író                          | Premier              | Nézettség   |
| ---- | --- | --------------------------------------------------- | ----------------- | ---------------------------- | -------------------- | ----------- |
| 47.  | 1.  | Leslie Knope vagyok (I'm Leslie Knope)              | Troy Miller       | Dan Goor                     | 2011. szeptember 22. | 4,11 millió |
| 48.  | 2.  | Ron és Tammyk (Ron and Tammys)                      | Randall Einhorn   | Norm Hiscock                 | 2011. szeptember 29. | 4,33 milliő |
| 49.  | 3.  | Itt született és nevelkedett (Born & Raised)        | Dean Holland      | Aisha Muharrar               | 2011. október 6.     | 4,15 millió |
| 50.  | 4.  | Pawnee Rangers (Pawnee Rangers)                     | Charles McDougall | Alan Yang                    | 2011. október 13.    | 3,99 millió |
| 51.  | 5.  | Ismerkedés (Meet n Greet)                           | Wendey Stanzler   | Katie Dippold                | 2011. október 27.    | 3,90 millió |
| 52.  | 6.  | Világvége (End of the World)                        | Dean Holland      | Michael Schur                | 2011. november 3.    | 4,00 millió |
| 53.  | 7.  | A szerződés (The Treaty)                            | Jorma Taccone     | Harris Wittels               | 2011. november 10.   | 3,66 millió |
| 54.  | 8.  | A legkisebb park (Smallest Park)                    | Nicole Holofcener | Chelsea Peretti              | 2011. november 17.   | 3,68 millió |
| 55.  | 9.  | Leslie Knope tárgyalása (The Trial of Leslie Knope) | Dean Holland      | Dan Goor és Michael Schur    | 2011. december 1.    | 3,69 millió |
| 56.  | 10. | Knope polgár (Citizen Knope)                        | Randall Einhorn   | Dave King                    | 2011. december 8.    | 3,64 millió |
| 57.  | 11. | A visszatérő kölyök (The Comeback Kid)              | Tucker Gates      | Mike Scully                  | 2012. január 12.     | 4,09 millió |
| 58.  | 12. | Kampányreklám (Campaign Ad)                         | Dean Holland      | Alan Yang                    | 2012. január 19.     | 4,25 millió |
| 59.  | 13. | Bowlingest (Bowling for Votes)                      | Michael Trim      | Katie Dippold                | 2012. január 26.     | 3,49 millió |
| 60.  | 14. | Ann hadművelet (Operation Ann)                      | Morgan Sackett    | Aisha Muharrar               | 2012. február 2.     | 3,60 millió |
| 61.  | 15. | Dave visszatér (Dave Returns)                       | Robert B. Weide   | Harris Wittels               | 2012. február 16.    | 3,45 millió |
| 62.  | 16. | 16. szülinap (Sweet Sixteen)                        | Michael Schur     | Norm Hiscock                 | 2012. február 23.    | 3,43 millió |
| 63.  | 17. | Kampányátszervezés (Campaign Shake-Up)              | Dan Goor          | Dan Goor                     | 2012. március 1.     | 3,77 millió |
| 64.  | 18. | Mázlista (Lucky)                                    | Troy Miller       | Nick Offerman                | 2012. március 8.     | 3,66 millió |
| 65.  | 19. | Éles lőszer (Live Ammo)                             | Tristram Shapeero | Dave King és Chelsea Peretti | 2012. április 19.    | 3,46 millió |
| 66.  | 20. | Jelöltvita (The Debate)                             | Amy Poehler       | Amy Poehler                  | 2012. április 26.    | 3,17 millió |
| 67.  | 21. | Városnézés (Bus Tour)                               | Dean Holland      | Aisha Muharrar és Alan Yang  | 2012. május 3.       | 3,26 millió |
| 68.  | 22. | Nyertesek, vesztesek (Win, Lose, or Draw)           | Michael Schur     | Michael Schur                | 2012. május 10.      | 3,42 millió |

## 5. évad (2012-2013)
| Sor. | Év. | Cím                                                    | Rendező           | Író                            | Premier              | Nézettség   |
| ---- | --- | ------------------------------------------------------ | ----------------- | ------------------------------ | -------------------- | ----------- |
| 69.  | 1.  | Ms. Knope Washingtonban (Ms. Knope Goes to Washington) | Dean Holland      | Aisha Muharrar                 | 2012. szeptember 20. | 3,50 millió |
| 70.  | 2.  | Űdítőadó (Soda Tax)                                    | Kyle Newacheck    | Norm Hiscock                   | 2012. szeptember 27. | 3,27 millió |
| 71.  | 3.  | Javaslatból törvény (How a Bill Becomes a Law)         | Ken Whittingham   | Dan Goor                       | 2012. október 4.     | 3,53 millió |
| 72.  | 4.  | Szexoktatás (Sex Education)                            | Craig Zisk        | Alan Yang                      | 2012. október 18.    | 3,46 millió |
| 73.  | 5.  | Halloweeni meglepetés (Halloween Surprise)             | Dean Holland      | Michael Schur                  | 2012. október 25.    | 3,34 millió |
| 74.  | 6.  | Ben szülei (Ben's Parents)                             | Dean Holland      | Greg Levine                    | 2012. november 8.    | 3,46 millió |
| 75.  | 7.  | Leslie April ellen (Leslie vs. April)                  | Wendey Stanzler   | Harris Wittels                 | 2012. november 15.   | 3,52 millió |
| 76.  | 8.  | Pawnee parkja (Pawnee Commons)                         | Morgan Sackett    | Alexandra Rushfield            | 2012. november 29.   | 2,99 millió |
| 77.  | 9.  | Ron és Diane (Ron and Diane)                           | Dan Goor          | Megan Amram és Aisha Muharrar  | 2012. december 6.    | 3,27 millió |
| 78.  | 10. | Két buli (Two Parties)                                 | Dean Holland      | Dave King                      | 2013. január 17.     | 3,92 millió |
| 79.  | 11. | A nők és a szemét (Women in Garbage)                   | Norm Hiscock      | Harris Wittels                 | 2013. január 24.     | 3,94 millió |
| 80.  | 12. | Ann döntése (Ann's Decision)                           | Ken Whittingham   | Nate DiMeo                     | 2013. február 7.     | 3,76 millió |
| 81.  | 13. | Vészhelyzetkezelés (Emergency Response)                | Dean Holland      | Norm Hiscock és Joe Mande      | 2013. február 14.    | 3,18 millió |
| 82.  | 14. | Leslie és Ben (Leslie and Ben)                         | Craig Zisk        | Michael Schur és Alan Yang     | 2013. február 21.    | 3,07 millió |
| 83.  | 15. | Sajtóebéd (Correspondents' Lunch)                      | Nick Offerman     | Alexandra Rushfield            | 2013. február 21.    | 2,95 millió |
| 84.  | 16. | Mentőöv (Bailout)                                      | Craig Zisk        | Joe Mande                      | 2013. március 14.    | 3,00 millió |
| 85.  | 17. | Partridge (Partridge)                                  | Tristram Shapeero | Dave King                      | 2013. április 4.     | 2,93 millió |
| 86.  | 18. | Állatfelügyelet (Animal Control)                       | Craig Zisk        | Megan Amram                    | 2013. április 11.    | 3,15 millió |
| 87.  | 19. | Második cikkely (Article Two)                          | Amy Poehler       | Matt Murray                    | 2013. április 18.    | 3,35 millió |
| 88.  | 20. | Jerry nyugalmazása (Jerry's Retirement)                | Nicole Holofcener | Norm Hiscock és Aisha Muharrar | 2013. április 18.    | 3,34 millió |
| 89.  | 21. | Döntő szavazat (Swing Vote)                            | Alan Yang         | Joe Mande és Alan Yang         | 2013. április 25.    | 2,59 millió |
| 90.  | 22. | Megérte? (Are You Better Off?)                         | Dean Holland      | Michael Schur                  | 2013. május 2.       | 2,99 millió |

## 6. évad (2013-2014)
| Sor. | Év. | Cím                                                                | Rendező              | Író                              | Premier              | Nézettség   |
| ---- | --- | ------------------------------------------------------------------ | -------------------- | -------------------------------- | -------------------- | ----------- |
| 91.  | 1.  | London 1. rész (London Part 1)                                     | Dean Holland         | Michael Schur                    | 2013. szeptember 26. | 3,27 millió |
| 92.  | 2.  | London 2. rész (London Part 2)                                     | Dean Holland         | Michael Schur                    | 2013. szeptember 26. | 3,27 millió |
| 93.  | 3.  | A Pawnee-Eagleton kosármeccs (The Pawnee-Eagleton Tip Off Classic) | Nicole Holofcener    | Alan Yang                        | 2013. október 3.     | 3,14 millió |
| 94.  | 4.  | Hasonmások (Doppelgängers)                                         | Jay Karas            | Donick Cary                      | 2013. október 10.    | 3,23 millió |
| 95.  | 5.  | Fújjuk fel! (Gin It Up!)                                           | Jorma Taccone        | Matt Murray                      | 2013. október 17.    | 3,27 millió |
| 96.  | 6.  | Obstrukció (Filibuster)                                            | Morgan Sackett       | Harris Wittels                   | 2013. november 14.   | 3,03 millió |
| 97.  | 7.  | Bizalmi szavazás (Recall Vote)                                     | Wendey Stanzler      | Aisha Muharrar                   | 2013. november 14.   | 3,03 millió |
| 98.  | 8.  | Fluor (Fluoride)                                                   | Michael Trim         | Matt Hubbard                     | 2013. november 21.   | 2,81 millió |
| 99.  | 9.  | Társasjáték (The Cones of Dunshire)                                | Julie Anne Robinson  | Dave King                        | 2013. november 21.   | 2,81 millió |
| 100. | 10. | Új fejezet (Second Chunce)                                         | Dean Holland         | Amy Poehler és Michael Schur     | 2014. január 9.      | 3,43 millió |
| 101. | 11. | Új kezdet (New Beginnings)                                         | Alan Yang            | Sam Means                        | 2014. január 16.     | 3,05 millió |
| 102. | 12. | Termelői piac (Farmers Market)                                     | Adam Scott           | Joe Mande                        | 2014. január 23.     | 2,98 millió |
| 103. | 13. | Ann és Chris (Ann and Chris)                                       | Dean Holland         | Aisha Muharrar és Michael Schur  | 2014. január 30.     | 3,03 millió |
| 104. | 14. | Évfordulók (Anniversaries)                                         | Morgan Sackett       | Megan Amram                      | 2014. február 27.    | 2,52 millió |
| 105. | 15. | A fal (The Wall)                                                   | Ken Whittingham      | Jen Statsky                      | 2014. március 6.     | 2,95 millió |
| 106. | 16. | Új mottó (New Slogan)                                              | Dean Holland         | Alan Yang és Sam Means           | 2014. március 13.    | 2,72 millió |
| 107. | 17. | Csajos este (Galentine's Day)                                      | Beth McCarthy-Miller | Emma Fletcher és Rachna Fruchbom | 2014. március 20.    | 3,05 millió |
| 108. | 18. | Szalagavató (Prom)                                                 | Ken Whittingham      | Matt Murray és Harris Wittels    | 2014. április 3.     | 2,67 millió |
| 109. | 19. | Influenzaidény 2 (Flu Season 2)                                    | Nick Offerman        | Megan Amram és Dave King         | 2014. április 10.    | 2,56 millió |
| 110. | 20. | Egy a nyolcezerben (One in 8,000)                                  | Dean Holland         | Donick Cary és Joe Mande         | 2014. április 17.    | 2,39 millió |
| 111. | 21. | Előlépés 1. rész (Moving Up Part 1)                                | Michael Schur        | Aisha Muharrar és Alan Yang      | 2014. április 24.    | 2,71 millió |
| 112. | 22. | Előlépés 2. rész (Moving Up Part 2)                                | Michael Schur        | Aisha Muharrar és Alan Yang      | 2014. április 24.    | 2,71 millió |

## 7. évad (2015)
| Sor. | Év. | Cím                                                                           | Rendező              | Író                              | Premier           | Nézettség   |
| ---- | --- | ----------------------------------------------------------------------------- | -------------------- | -------------------------------- | ----------------- | ----------- |
| 113. | 1.  | 2017 (2017)                                                                   | Dean Holland         | Alan Yang és Matt Murray         | 2015. január 13.  | 3,75 millió |
| 114. | 2.  | Ron és Jammy (Ron and Jammy)                                                  | Dean Holland         | Harris Wittels                   | 2015. január 13.  | 3,25 millió |
| 115. | 3.  | William Henry Harrison (William Henry Harrison)                               | Tom Magill           | Megan Amram                      | 2015. január 20.  | 3,87 millió |
| 116. | 4.  | Leslie és Ron (Leslie and Ron)                                                | Beth McCarthy-Miller | Michael Schur                    | 2015. január 20.  | 3,30 millió |
| 117. | 5.  | Gryzzlbox (Gryzzlbox)                                                         | Amy Poehler          | Donick Cary                      | 2015. január 27.  | 3,48 millió |
| 118. | 6.  | Mentsük meg JJ-t! (Save JJ's)                                                 | Ken Whittingham      | Joe Mande                        | 2015. január 27.  | 2,97 millió |
| 119. | 7.  | Donna és Joe (Donna and Joe)                                                  | Ken Whittingham      | Aisha Muharrar                   | 2015. február 3.  | 3,45 millió |
| 120. | 8.  | Ms. Ludgate-Dwyer Washingtonban (Ms. Ludgate-Dwyer Goes to Washington)        | Morgan Sackett       | Dave King                        | 2015. február 10. | 3,06 millió |
| 121. | 9.  | Piteverseny (Pie-Mary)                                                        | Greg Daniels         | Emma Fletcher és Rachna Fruchbom | 2015. február 10. | 2,47 millió |
| 122. | 10. | A Johnny Karate Show (The Johnny Karate Super Awesome Musical Explosion Show) | Dean Holland         | Matt Hubbard                     | 2015. február 17. | 2,94 millió |
| 123. | 11. | Két temetés (Two Funerals)                                                    | Craig Zisk           | Jen Statsky                      | 2015. február 17. | 2,47 millió |
| 124. | 12. | Az utolsó menet 1. rész (One Last Ride Part 1)                                | Michael Schur        | Michael Schur és Amy Poehler     | 2015. február 24. | 4,15 millió |
| 125. | 13. | Az utolsó menet 2. rész (One Last Ride Part 2)                                | Michael Schur        | Michael Schur és Amy Poehler     | 2015. február 24. | 4,15 millió |

## Különkiadás (2020)
| Sor. | Év. | Cím                            | Rendező        | Író                                                                                          | Premier           | Nézettség   |
| ---- | --- | ------------------------------ | -------------- | -------------------------------------------------------------------------------------------- | ----------------- | ----------- |
| 126. | 1.  | A Parks and Recreation Special | Morgan Sackett | Michael Schur, Megan Amram, Dave King, Joe Mande, Aisha Muharrar, Matt Murray és Jen Statsky | 2020. április 30. | 3,64 millió |